# Barbara von Krüdener

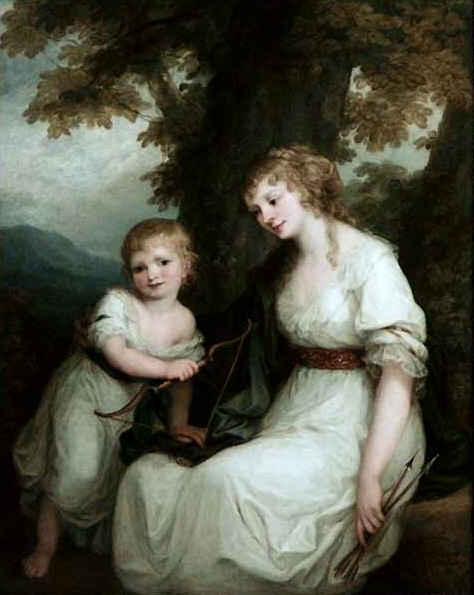
Baroness von Krüdener i jej syn Paul, na obrazie Angeliki Kauffmann z 1786 roku

Barbara Juliane von Krüdener (ur. 22 listopada 1764 w Rydze, zm. 25 grudnia 1824 w Biłohirśku) – rosyjska baronowa, pochodzenia niemiecko-bałtyckiego, pisarka. Pod koniec życia popadła w mistycyzm, ogłaszając się prorokinią swojej własnej grupy religijnej.

## Biografia
Urodziła się w 1764 roku. Jej rodzicami byli niemiecka arystokratka Anna Ulrika von Münnich oraz carski generał i obywatel ziemski Otto Hermann von Vietinghoff-Scheel, który także był niemieckiego pochodzenia. W młodości odebrała wszechstronne wykształcenie. Już w młodym wieku nauczyła się kilku języków obcych (m.in. francuski i niemiecki). W wieku 18 lat poślubiła szesnaście lat starszego carskiego dyplomatę Bernhardta Krüdenera. Małżeństwo nie było udane.
W 1803 roku publikowała po francusku swoją pierwszą powieść – romans epistolarny Valérie.
W czasie wojen napoleońskich Barbara Juliane von Krüdener zwróciła się w stronę mistycyzmu religijnego. Ogłosiła się prorokinią swojej własnej grupy religijnej. W swoich proroctwach zapowiadała zbliżające się dni ostatnie. W osobie Napoleona Bonaparte widziała antychrysta. Ze swymi wyznawcami podróżowała po Europie. Stykała się z przedstawicielami europejskich elit, którzy przybywali słuchać jej kazań. W 1815 roku poznała cara Aleksandra I, który wywarł na niej wielkie wrażenie. Uznawszy cara za zbawcę świata od "apokaliptycznej bestji" Napoleona, przyczyniła się do zawarcia tzw. Świętego Przymierza.
Pod koniec życia wierzyła, że jest apokaliptyczną niewiastą obleczoną w słońce.
Zmarła w 1824 roku w Biłohirśku na Krymie.